# Чаусовское сельское поселение
Чаусовское сельское поселение — муниципальное образование в южной части Погарского района Брянской области. Административный центр — село Сопычи.
Образовано в результате проведения муниципальной реформы в 2005 году, путём слияния Сопычевского и части Чаусовского сельсовета.
Территория сельского поселения прилегает к государственной границе России; здесь действует режим пограничной зоны.

## Население
| 2010 | 2011 | 2012 | 2013 | 2014 | 2015 | 2016 |
| ---- | ---- | ---- | ---- | ---- | ---- | ---- |
| 850  | ↘844 | ↘835 | ↘804 | ↘758 | ↘711 | ↘684 |
| 2017 | 2018 | 2019 | 2020 | 2021 |      |      |
| ↘655 | ↘644 | ↘602 | ↘581 | ↗796 |      |      |

## Населённые пункты
| № | Населённый пункт | Тип     | Население |
| - | ---------------- | ------- | --------- |
| 1 | Сопычи           | село    | ↘254      |
| 2 | Горицы           | деревня | ↘59       |
| 3 | Марковск         | деревня | ↘10       |
| 4 | Огонёк           | посёлок | →3        |
| 5 | Случовск         | село    | ↘199      |
| 6 | Чаусы            | село    | ↘279      |